# Nowki
Nowki – wieś w Polsce położona w województwie świętokrzyskim, w powiecie skarżyskim, w gminie Bliżyn.
| SIMC    | Nazwa | Rodzaj     |
| ------- | ----- | ---------- |
| 0228737 | Borki | przysiółek |

W latach 1975–1998 miejscowość administracyjnie należała do województwa kieleckiego.
Wierni kościoła rzymskokatolickiego należą do parafii Najświętszego Serca Pana Jezusa w Sorbinie.